# Sisyrinchium mucronatum
Sisyrinchium mucronatum är en irisväxtart som beskrevs av André Michaux. Sisyrinchium mucronatum ingår i släktet gräsliljor, och familjen irisväxter. Inga underarter finns listade i Catalogue of Life.

## Bildgalleri

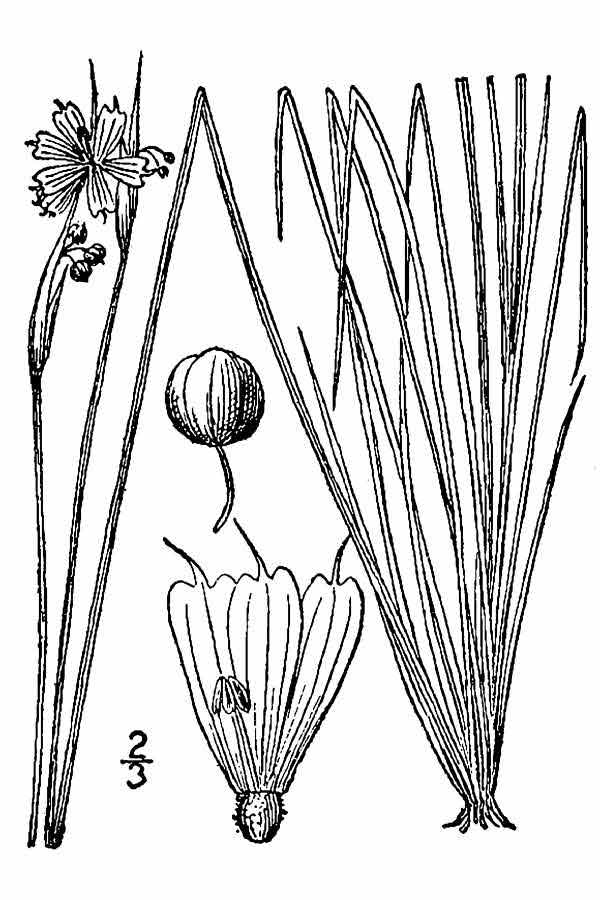